# Specie di Conophytum
Elenco delle specie di Conophytum:

## A
- Conophytum achabense S.A.Hammer
- Conophytum acutum L.Bolus

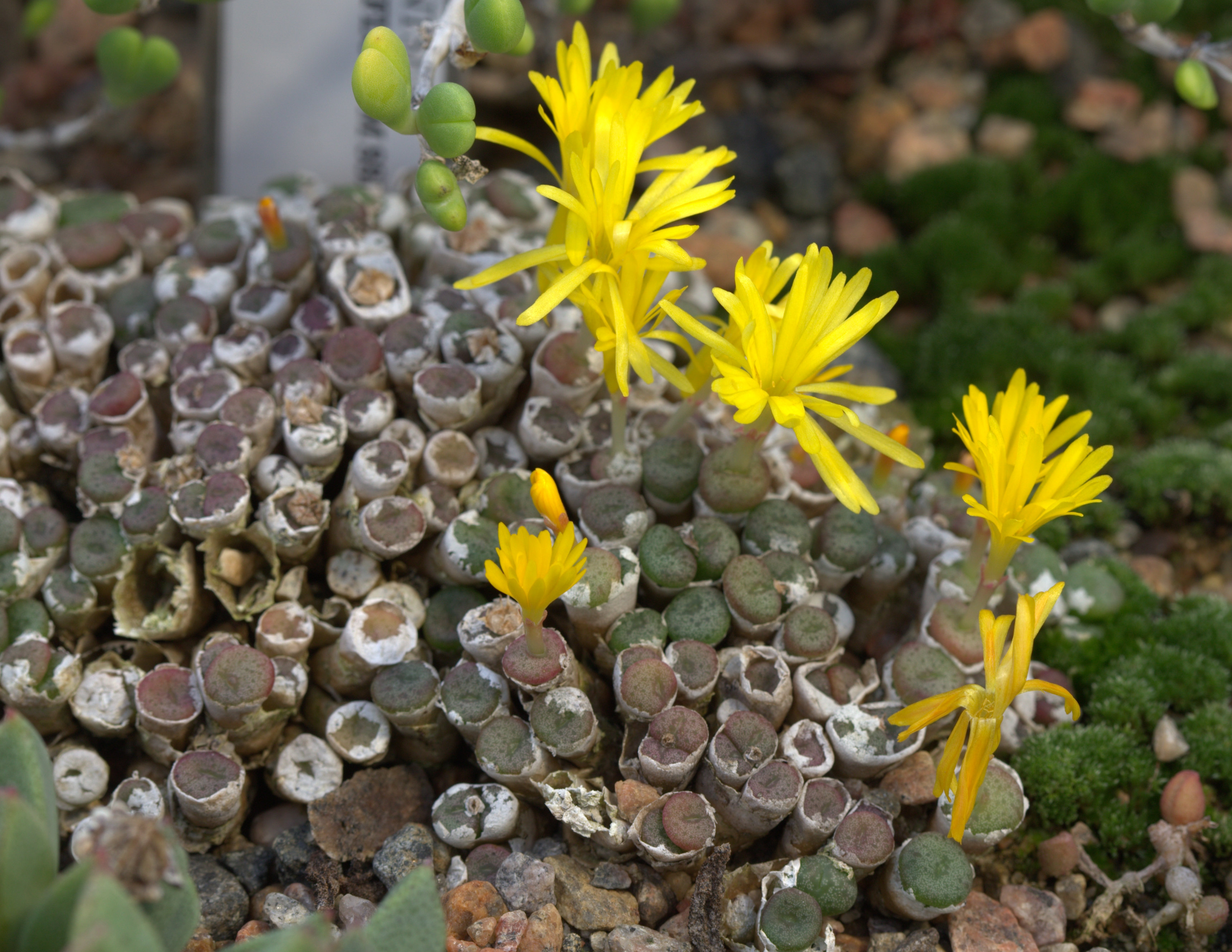
Conophytum auriflorum

- Conophytum albiflorum (Rawe) S.A.Hammer
- Conophytum angelicae (Dinter & Schult.) N.E.Br.
- Conophytum antonii S.A.Hammer
- Conophytum armianum S.A.Hammer
- Conophytum auriflorum Tischer

## B
- Conophytum bachelorum S.A.Hammer
- Conophytum bicarinatum L.Bolus

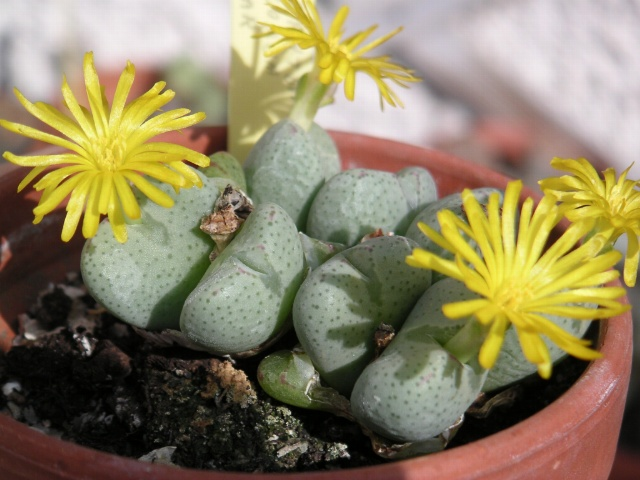
Conophytum bilobum

- Conophytum bilobum (Marloth) N.E.Br.
- Conophytum blandum L.Bolus
- Conophytum bolusiae Schwantes
- Conophytum breve N.E.Br.
- Conophytum brunneum S.A.Hammer
- Conophytum bruynsii S.A.Hammer
- Conophytum burgeri L.Bolus
- Conophytum buysianum A.R.Mitch. & S.A.Hammer

## C

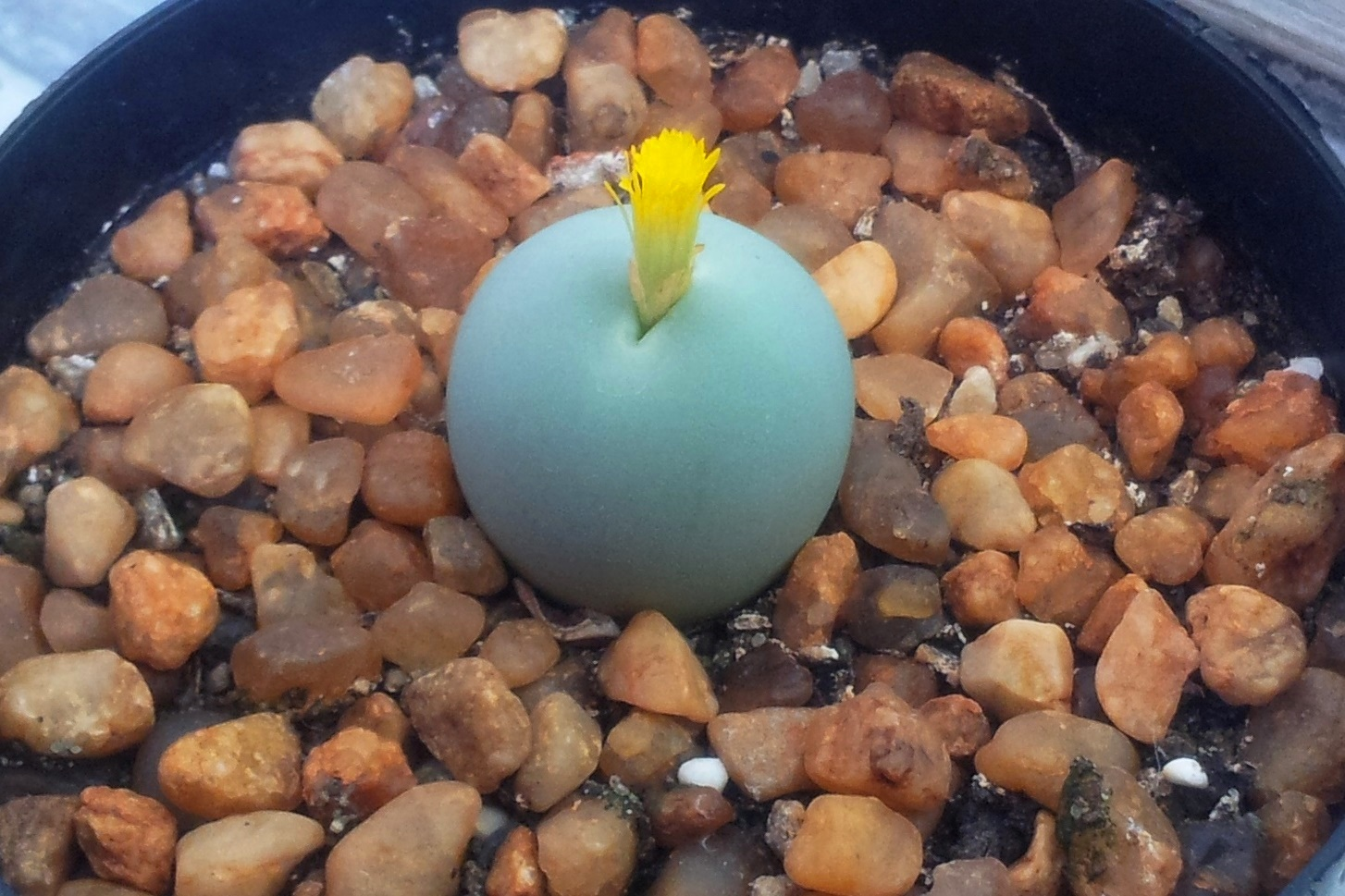
Conophytum calculus

- Conophytum calculus (Berger) N.E.Br.
- Conophytum caroli Lavis
- Conophytum carpianum L.Bolus
- Conophytum chauviniae (Schwantes) S.A.Hammer
- Conophytum chrisocruxum S.A.Hammer
- Conophytum chrisolum S.A.Hammer
- Conophytum comptonii N.E.Br.
- Conophytum concavum L.Bolus
- Conophytum confusum A.J.Young, Rodgerson, S.A.Hammer & Opel
- Conophytum crateriforme A.J.Young, Rodgerson, Harrower & S.A.Hammer
- Conophytum cubicum Pavelka
- Conophytum × cupreiflorum Tischer

## D
- Conophytum depressum Lavis
- Conophytum devium G.D.Rowley

## E
- Conophytum ectypum N.E.Br.
- Conophytum ernstii S.A.Hammer

## F

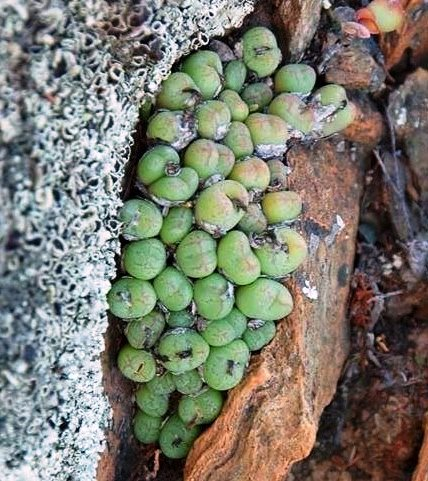
Conophytum ficiforme

- Conophytum fibuliforme (Haw.) N.E.Br.
- Conophytum ficiforme (Haw.) N.E.Br.
- Conophytum flavum  N.E.Br.
- Conophytum francoiseae (S.A.Hammer) S.A.Hammer
- Conophytum fraternum (N.E.Br.) N.E.Br.
- Conophytum friedrichiae (Dinter) Schwantes
- Conophytum frutescens Schwantes
- Conophytum fulleri L.Bolus

## G
- Conophytum globosum (N.E.Br.) N.E.Br.

## H

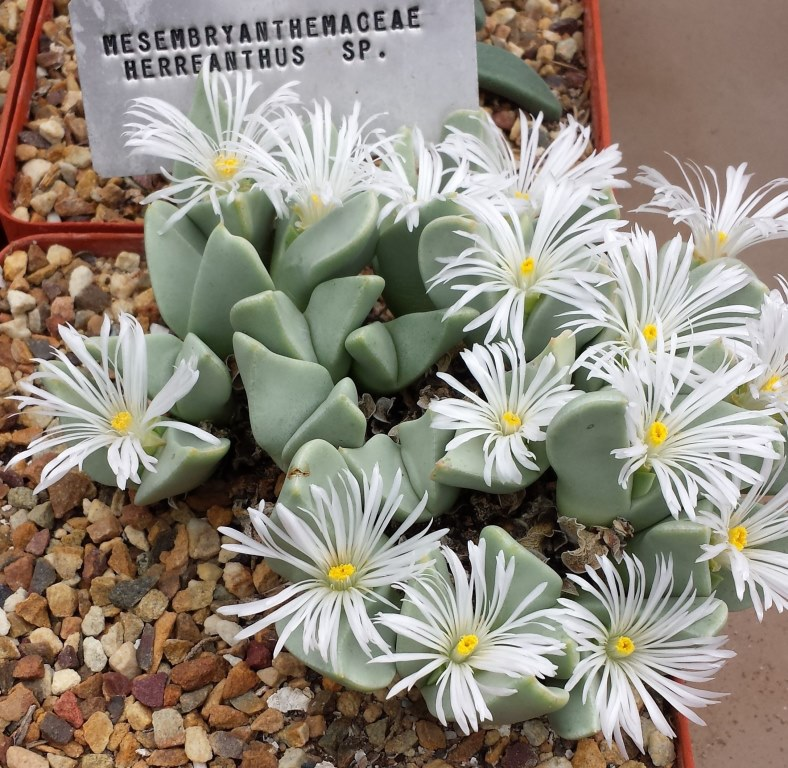
Conophytum herreanthus

- Conophytum halenbergense (Dinter & Schwantes) N.E.Br.
- Conophytum hammeri G.Will. & H.C.Kenn.
- Conophytum hanae Pavelka
- Conophytum herreanthus S.A.Hammer
- Conophytum hians N.E.Br.
- Conophytum hyracis S.A.Hammer

## I
- Conophytum irmae S.A.Hammer & Barnhill

## J
- Conophytum jarmilae Halda
- Conophytum joubertii Lavis
- Conophytum jucundum (N.E.Br.) N.E.Br.

## K
- Conophytum khamiesbergense (L.Bolus) Schwantes
- Conophytum klinghardtense Rawé

## L
- Conophytum limpidum S.A.Hammer
- Conophytum lithopoides L.Bolus
- Conophytum loescheanum Tischer
- Conophytum longibracteatum L.Bolus
- Conophytum longum N.E.Br.
- Conophytum luckhoffii Lavis

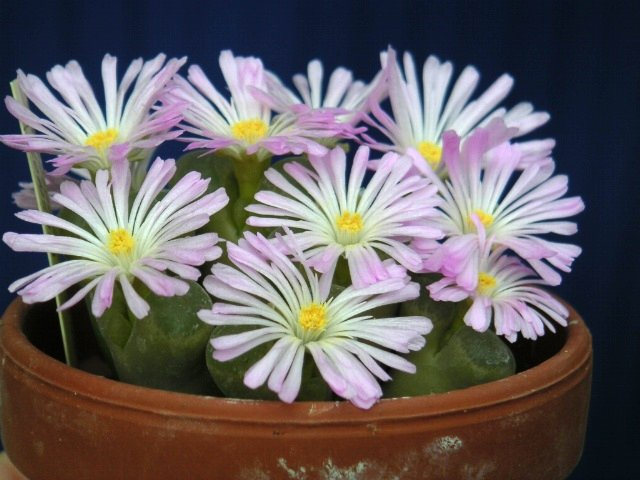
Conophytum longum

- Conophytum lydiae (Jacobsen) G.D.Rowley

## M
- Conophytum marginatum Lavis

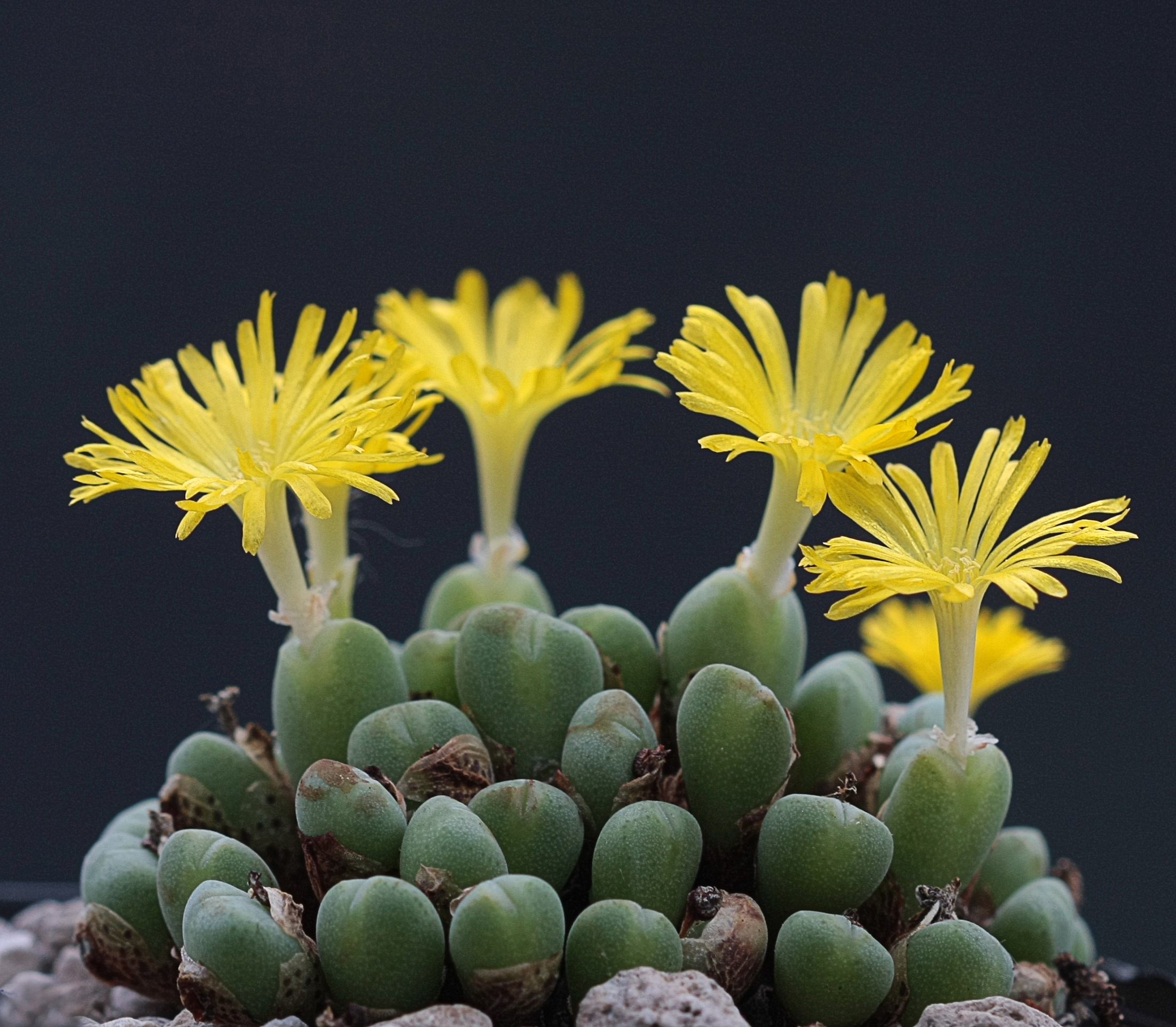
Conophytum meyeri

- Conophytum × marnierianum Tischer & H.Jacobsen
- Conophytum maughanii N.E.Br.
- Conophytum meyeri N.E.Br.
- Conophytum minimum (Haw.) N.E.Br.
- Conophytum minusculum (N.E.Br.) N.E.Br.
- Conophytum minutum (Haw.) N.E.Br.
- Conophytum mirabile A.R.Mitch. & S.A.Hammer

## O

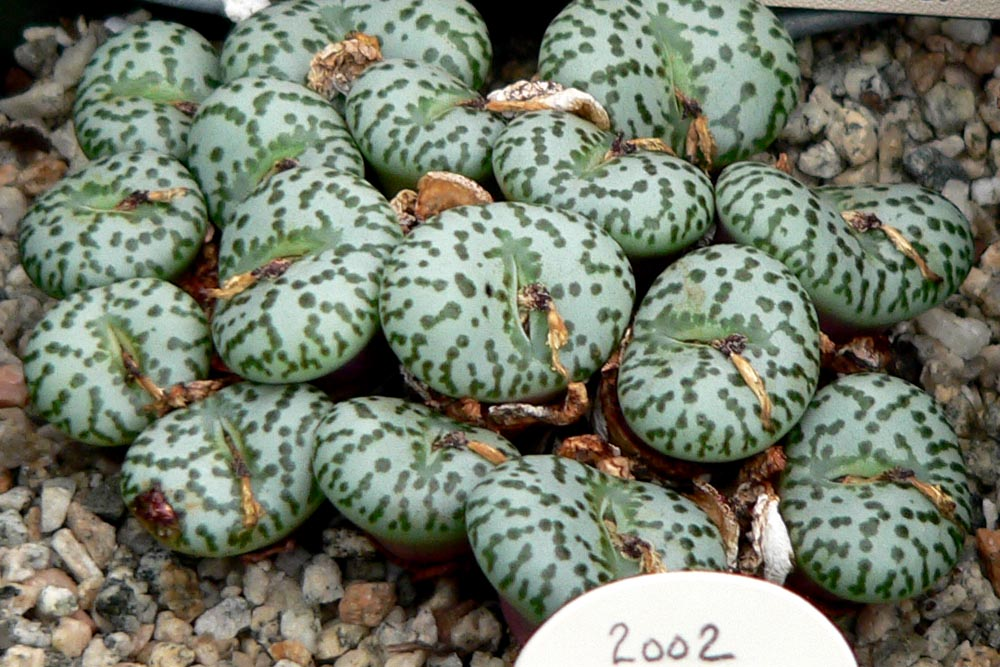
Conophytum obcordellum

- Conophytum obcordellum (Haw.) N.E.Br.
- Conophytum obscurum N.E.Br.

## P

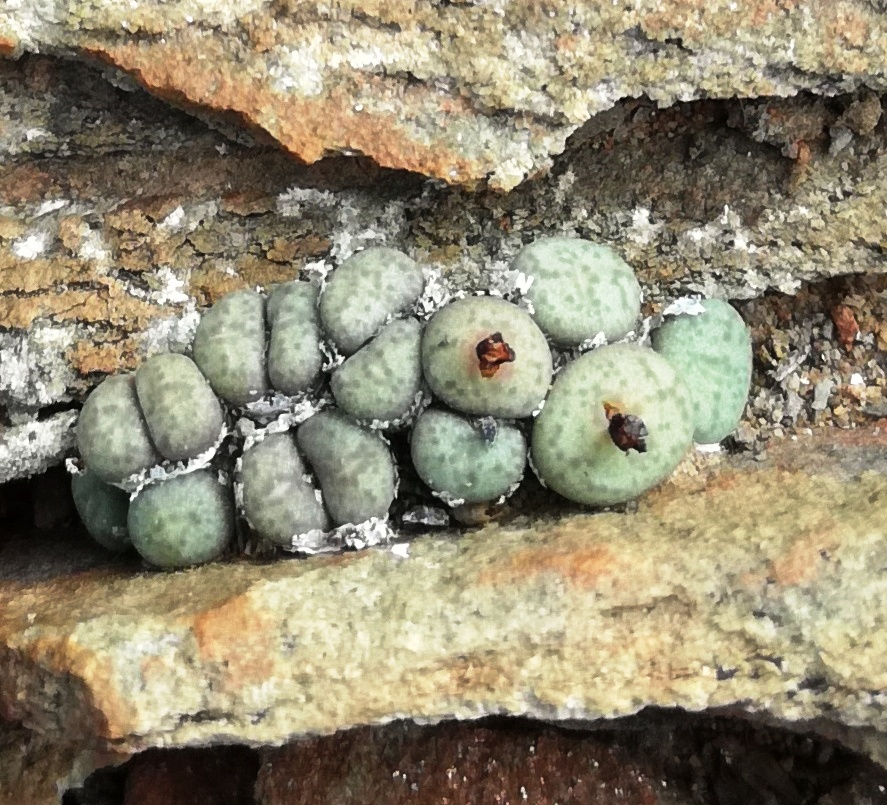
Conophytum piluliforme

- Conophytum pageae (N.E.Br.) N.E.Br.
- Conophytum pellucidum Schwantes
- Conophytum phoeniceum S.A.Hammer
- Conophytum piluliforme (N.E.Br.) N.E.Br.
- Conophytum pium S.A.Hammer
- Conophytum praesectum N.E.Br.
- Conophytum pubescens (Tischer) G.D.Rowley
- Conophytum pubicalyx Lavis

## Q
- Conophytum quaesitum (N.E.Br.) N.E.Br.

## R
- Conophytum ratum S.A.Hammer
- Conophytum reconditum A.R.Mitch.
- Conophytum regale Lavis
- Conophytum ricardianum Losch & Tischler
- Conophytum roodiae N.E.Br.
- Conophytum rubrolineatum Rawé
- Conophytum rugosum S.A.Hammer

## S

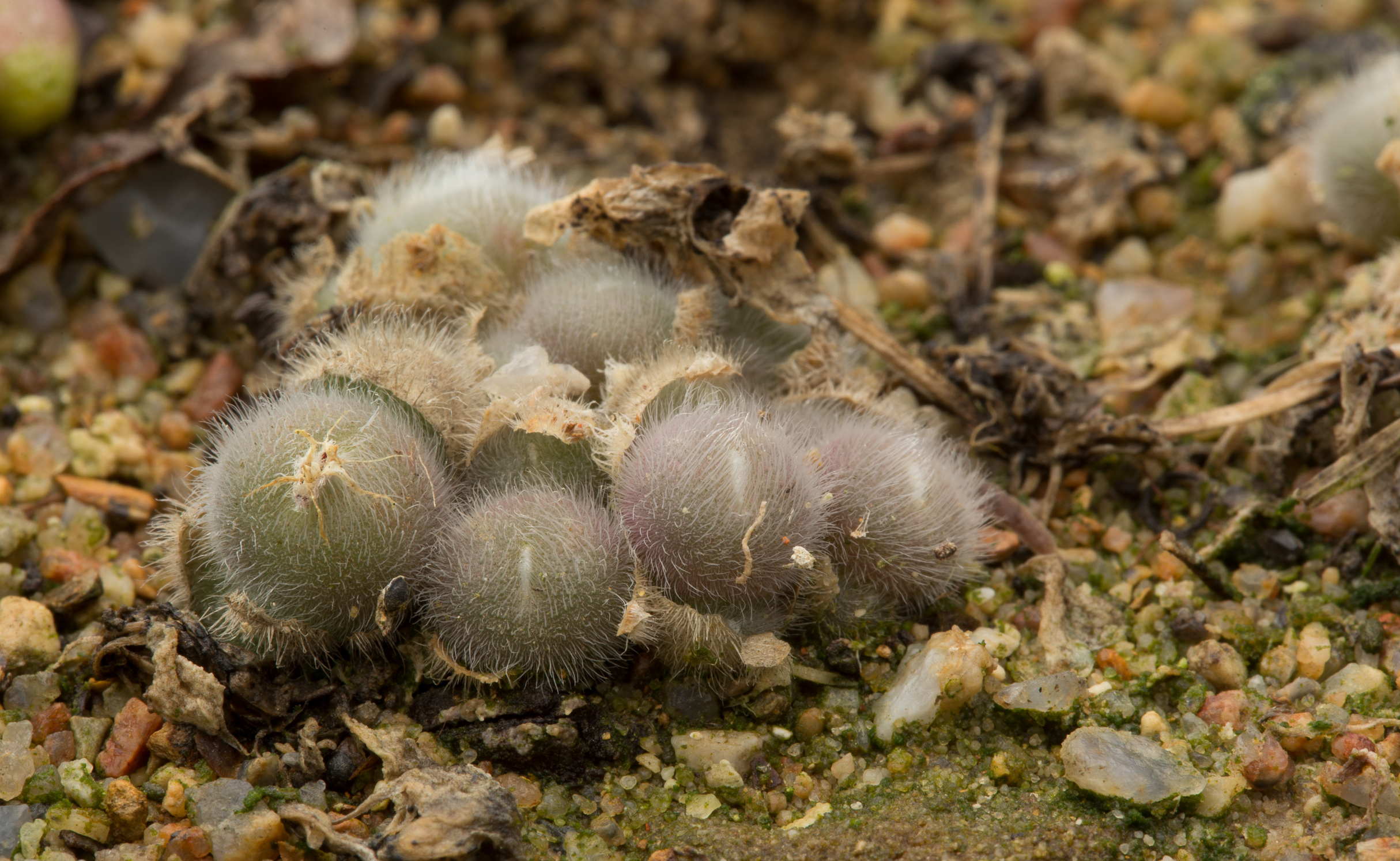
Conophytum stephanii

- Conophytum saxetanum (N.E.Br.) N.E.Br.
- Conophytum schlechteri Schwantes
- Conophytum semivestitum L.Bolus
- Conophytum smaleorum Rodgerson & A.J.Young
- Conophytum smorenskaduense de Boer
- Conophytum stephanii Schwantes
- Conophytum stevens-jonesianum L.Bolus
- Conophytum subfenestratum Schwantes
- Conophytum subterraneum Smale & T.Jacobs
- Conophytum swanepoelianum Rawé

## T
- Conophytum tantillum N.E.Br.

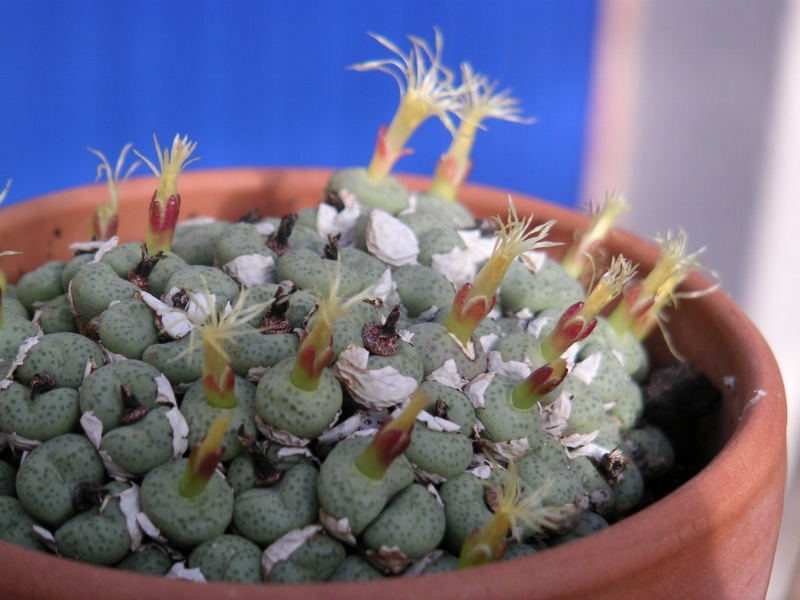
Conophytum truncatum

- Conophytum taylorianum (Dinter & Schwantes) N.E.Br.
- Conophytum truncatum (Thunb.) N.E.Br.
- Conophytum turrigerum (N.E.Br.) N.E.Br.

## U

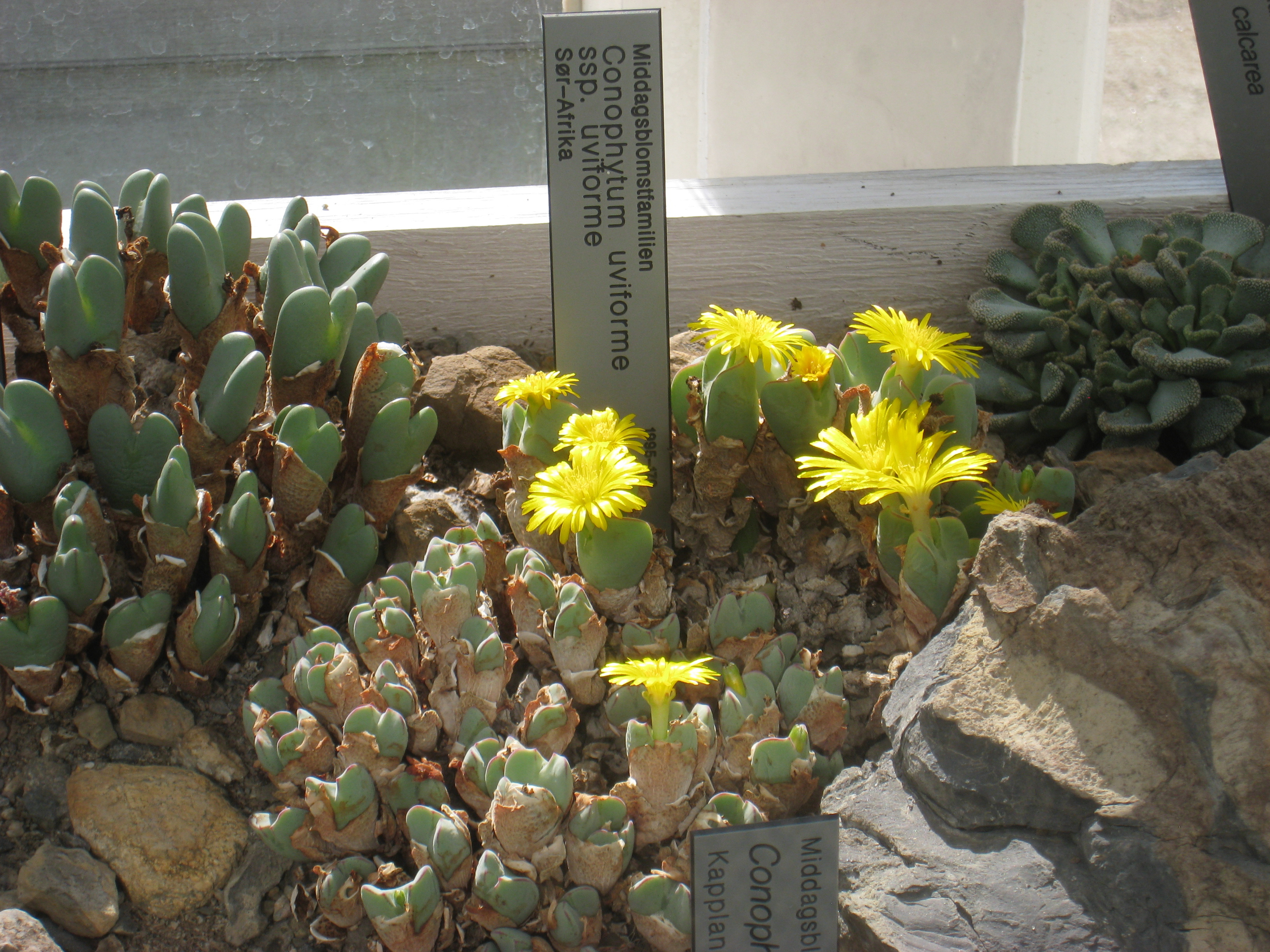
Conophytum uviforme

- Conophytum uviforme (Haw.) N.E.Br.

## V
- Conophytum vanheerdei Tischer
- Conophytum velutinum Schwantes
- Conophytum verrucosum (Lavis) G.D.Rowley
- Conophytum violaciflorum Schick & Tischer

## W
- Conophytum wettsteinii (Berger) N.E.Br.

## Y
- Conophytum youngii Rodgerson